# المصينعة (رصد)

تعديل مصدري - تعديل

المصينعه هي إحدى قرى عزلة القارة بمديرية رصد التابعة لمحافظة أبين، بلغ تعداد سكانها 140 نسمة حسب تعداد اليمن لعام 2004.